# Królewska Niderlandzka Zmotoryzowana Brygada Piechoty
Uzasadnienie: Oba artykuły dotyczą tej samej jednostki
Królewska Niderlandzka Zmotoryzowana Brygada Piechoty (hol. Koninklijke Nederlandse Brigade „Prinses Irene”) – holenderska jednostka wojskowa powstała na terenie Wielkiej Brytanii w czasie II wojny światowej.

## Historia
Jednostka sformowana z ok. 1500 żołnierzy holenderskich, którzy przybyli do Wielkiej Brytanii w maju 1940 po upadku Holandii. Jednostka ta nazywana była Legionem Holenderskim. W skład jednostki weszli też Holendrzy będący obywatelami Kanady, USA, mieszkańcy Środkowego Wschodu, Antyli Holenderskich, Argentyny, Gujany Holenderskiej i Związku Południowej Afryki. Liczebność jednostki wzrastała stopniowo w miarę napływania żołnierzy z innych formacji holenderskich np. z marynarki oraz komandosów. 
11 lutego 1941 za zgodą Królowej Wilhelminy Legion Holenderski przyjął nazwę Brygady Księżny Ireny.
6 sierpnia 1944 pierwsi żołnierze brygady wylądowali na plaży Graye-sur-Mer w Normandii, Francja.
W połowie sierpnia 1944 w bitwie pod Beeringen wkroczyli 20 sierpnia na terytorium Holandii do miejscowości Borkel i Schaft. W tym czasie brygada walczyła z ochotniczym holenderskim oddziałem Waffen-SS Landstorm Nederland. Od 26 sierpnia brygada broniła mostu w Grave, podówczas najdłuższego w Europie.
Po operacji opanowania mostów nad Renem pod Arnhem w ramach Operacji Market Garden brygada uderzyła w kierunku południowym na miasto Tilburg. 
Brygada wkroczyła do Hagi 9 maja 1945. 
Pod koniec grudnia 1945 roku została rozformowana, a 15 kwietnia 1946 powstał Pułk Fizylierów Gwardii „Księżniczki Ireny”, który przejął tradycję brygady.